# Paradecetia vicina
Paradecetia vicina är en fjärilsart som beskrevs av Swinhoe 1902. Paradecetia vicina ingår i släktet Paradecetia och familjen Uraniidae. Inga underarter finns listade i Catalogue of Life.